# Aimin
Der Stadtbezirk Aimin (爱民区,  Àimín Qū) ist ein Stadtbezirk der bezirksfreien Stadt Mudanjiang in der Provinz Heilongjiang in der Volksrepublik China. Er hat eine Fläche von 435,5 km² und zählt 275.436 Einwohner (Stand: Zensus 2020). Er ist Stadtzentrum und Sitz der Stadtregierung von Mudanjiang. 

## Administrative Gliederung
Auf Gemeindeebene setzt sich der Stadtbezirk aus sieben Straßenvierteln und einer Gemeinde zusammen. 